# Jean Rochon (journaliste)
Pour les articles homonymes, voir Rochon.
Ne doit pas être confondu avec Jean Rochon.
Jean Rochon, né le 25 décembre 1903 à Clermont-Ferrand et mort le 19 avril 1945 à Nordhausen, est un journaliste et résistant français.

## Biographie
Journaliste, secrétaire de rédaction au journal La Montagne, Jean Rochon s'engage tôt dans la Résistance. Contacté par Emmanuel d'Astier de la Vigerie, il entre dans le mouvement Libération-Sud, où il est jusqu'en novembre 1941 la cheville ouvrière de la parution du journal Libération.
Il devient ensuite un des chefs des Mouvements unis de la Résistance (MUR) en Auvergne. Arrêté en mars 1944 à Paris, torturé par la Gestapo, il est déporté en août 1944, une semaine avant la Libération de Paris, vers le camp de concentration de Dora. Il y meurt en avril 1945. Son nom figure au Panthéon, parmi les écrivains morts pour la France pendant la guerre de 1939-1945.

## Hommage
Une rue de Clermont-Ferrand porte son nom.